# Chasan
Chasan (Russisch: Хасан) is een nederzetting met stedelijk karakter in het district Chasanski in het uiterste zuidwesten van de Russische kraj Primorje, gelegen vlak bij het drielandenpunt met Noord-Korea en de Volksrepubliek China. De plaats telde ongeveer 800 inwoners bij de laatste volkstelling van 2002.

## Geografie
Chasan vormt de zuidelijkste plaats van het Russische Verre Oosten (de zuidelijkste plaats van Rusland is echter Derbent in Dagestan) en de enige Russische plaats aan de grens met Noord-Korea. De plaats ligt nabij de rivier de Toemen (Tumangang) en het Chasanmeer. De Toemen vormt de grens tussen Rusland en Noord-Korea, maar de rivier verlegt haar stroombedding soms als gevolg van overstromingen, waardoor het Russisch gebied afneemt en de plaats Chasan wordt bedreigd, alsook de grenspost Pesjanaja. Sinds 2003 wordt er gewerkt aan het versterken van het gebied met rotsbodem ter versterking tegen de druk van het water. Russische plaatsen die grenzen aan Chasan zijn onder andere Kraskino, Posjet, Zaroebino en het districtscentrum Slavjanka (105 kilometer verderop).

## Geschiedenis
Het spoorstation Chasan werd geopend in 1951. In 1959 werd de arbeidersnederzetting Chasan formeel gesticht rondom het station. De naam van plaats en station verwijzen naar het eerder genoemde Chasanmeer dat in 1938 het hart vormde van de Slag om het Chasanmeer, waarbij Sovjet-Russische troepen het Japanse leger terugdreven Mantsjoekwo in. In 1983 kreeg Chasan de status van nederzetting met stedelijk karakter.

## Transport

### Spoorlijn
Chasan vormt een grensspoorstation aan de Verre Oostelijke spoorlijn op het baanvak Baranovski–Chasan tussen Oessoeriejsk en Rasŏn op de enige spoorlijn tussen Rusland en Noord-Korea, die de grens oversteekt via een spoorbrug over de Toemenrivier naar de eerste Noord-Koreaanse plaats Tumangang en moet worden omgespoord tussen de Russische 1.520 mm en de Noord-Koreaanse 1.435 mm. Deze spoorlijn werd aangelegd tijdens de Tweede Wereldoorlog voor het vervoer van voorraden en troepen tijdens Operatie Augustusstorm in de strijd tegen Japan en werd afgebouwd tijdens de Koreaanse Oorlog. De spoorlijn wordt momenteel weinig gebruikt (10.000 passagiers in heel 2005). In 1988 bedroeg het transportvolume in beide richtingen jaarlijks nog meer dan 5 miljoen ton, maar tegen 2001 was dit gezakt tot slechts 144.000 ton. In 1989 werd 830.000 ton aan vracht vervoerd van Rusland naar Noord-Korea, hetgeen in 1998 was gedaald tot 150.000 ton en in 2001 tot 92.000 ton. De lijn van Tumangang naar de haven van Rasŏn werd verwoest in de jaren 1950.
In de jaren 1990 verviel de spoorweg sterk als gevolg van de Russische economische crises (o.a. de Roebelcrisis). In 1996 had Noord-Korea een schuld van 20 miljoen dollar aan de Russische Spoorwegen als gevolg van het gebruik van Russische treinwagons in de 5 jaar ervoor. Dit leidde het Russische Ministerie van Spoorwegen ertoe een oekaze uit te vaardigen waarmee het treinen verboden werd om nog langer Rusland te verlaten via Chasan, waarmee Noord-Korea effectief van de Russische markt werd afgesneden. In september 1996 beloofde Noord-Korea daarop 26 miljoen aan schulden terug te betalen. Aan het begin van de 21e eeuw verbeterde de situatie en werden investeringen gedaan ter verbetering en modernisering van het spoorwegnetwerk in het gebied. In 2002 kreeg het spoorstation een nieuw dak en in 2002-03 werd het spoorbed verhoogd met steenslag.
In april 2008 tekenden Rusland en Noord-Korea een langverwacht contract om de spoorlijn naar Noord-Korea te herstellen. In de bepalingen van het contract is opgenomen dat beide landen de 40 kilometer lange spoorlijn van Chasan naar Rasŏn zullen herstellen, zodat goederen kunnen worden geïmporteerd en geëxporteerd via de haven van en naar Zuid-Korea. Voor de heraanleg is een joint venture opgezet tussen de Russische Spoorwegen en de haven van Rasŏn. Hierdoor moeten investeringen zijn gewaarborgd en aannemers worden geregeld voor de ontwerpen en de aanleg. De joint venture heeft een looptijd van 49 jaar. De aandelen zijn verdeeld als volgt: 70 procent gaat naar Rusland en 30 procent naar Noord-Korea. Op 4 oktober 2008 startten Russische spoorarbeiders met het herstel van de spoorlijn. Het uiteindelijke plan is om een Trans-Koreaanse spoorlijn aan te leggen, met een aansluiting op de Trans-Siberische spoorlijn, maar de voortgang van dit project ter waarde van ongeveer 250 miljoen dollar is traag.

### Weg
In november 2007 werd de herstelde weg tussen Chasan en Razdolnoje geopend, die Chasan verbindt met de havenplaatsen Zaroebino en Posjet en het dorp Razdolnoje (district Nadezjdinski).

## Demografie
De plaats telde 795 inwoners bij de volkstelling van 2002, van wie 51,1% bestond uit mannen en 48,9% uit vrouwen. Bij de volkstelling van 1989 telde de plaats nog 1.187 inwoners. Begin 2007 telde de plaats 748 mensen, waarvan 510 onderdeel vormden van de beroepsbevolking, maar van wie slechts 308 werk hadden.
Bestuurlijk centrum: Slavjanka

Andrejevka · Bamboerovo · Barabasj · Barsovy · Baza Kroeglaja · Bezverchovo · Chasan · Filippovka · Gvozdevo · Kamysjovoje · Kedrovaja · Kraskino · Kravtsovka · Lebedinoje · Majak Bjoesse · Majak Gamova · Narva · Ovtsjinnikovo · Perevoznoje · Pojma · Posjet · Pozjarski · Primorski · Provalovo · Risovaja Pad · Rjazanovka · Romasjka · Sjachtjorskoje · Soechaja Retsjka · Soechanovka · Tsoekanovo · Vitjaz · Zajsanovka · Zanadvorovka · Zaroebino